# Oton Trabant
Oton Trabant, slovenski duhovnik in misijonar, * 12. julij 1816, Pišece, † 15. marec 1854, Suunt, Južni Sudan.
Oton Trabant se je rodil v Pišecah, na tedanji hišni številki 65. Njegov oče je bil Jurij, mati pa Marija, rojena Hribar. Pri krstu je dobil ime Fortunat Oton Ksaver, botra sta bila gospod Leopold Moscon in Julijana Moscon, krstil pa ga je župnik Jožef Pelc.
Po študiju teologije je bil 30. julija 1843 posvečen v duhovnika. Najprej je služboval kot kaplan v Rogatcu, nato pa na Vidmu ob Savi (1845–1851).
Ko se je misijonar Ignacij Knoblehar, provikar in vodja misijonov v Srednji Afriki, leta 1850 vrnil iz Južnega Sudana v domovino, da bi si našel morebitne nove sodelavce, je bil Trabant eden od petih duhovnikov, ki jih je Knoblehar sprejel med sodelavce: iz Ljubljanske škofije so to bili Janez Kocijančič iz Črnivca, Martin Dovjak iz Šentjerneja in Matej Milharčič iz Slavine, iz Lavantinske škofije pa poleg Trabanta še Jernej Mozgan iz Koprivne pri Železni Kapli. Njim so se pridružili še trije fantje kot obrtniki. Mozgan in Trabant sta se odločila za misijonarski poklic in podobno kot ostali misijonarji kasneje škofu v pismih poročala o dogodkih. Največ poročil iz Knobleharjevega misijona je objavil časopis Zgodnja Danica.
Ob slovesu od svojih videmskih župljanov je Trabant svoj motiv za odhod v misijone pojasnil s temile besedami:
- Izvolil sim si ta poklic, ker se mi v serce usmilijo uboge divje ljudstva, za ktere je Jezus Kristus tudi svojo presveto kri prelil, in ktere še v težke verige greha vklenjene v peklenski sužnosti ječijo, in me je dalej bolj in bolj želja gnala, tudi po svoji slabi moči pomagati, de bi jim hitreje zasijalo zlato sonce sv. evangelija, v kterim edinim je zveličanje.
- Izvolil sim si ta poklic, ker ste vi v teh krajih z dušnimi pastirji že dovolj preskerbljeni in duhovne hrane obilno imate, med tem ko ubogi divjaki, tudi po božji podobi vstvarjeni, lakote in žeje po nebeških blagrih koperne in ni nobeniga, de bi se jih usmilil in jim pomagal.
- Izvolil sim si ta poklic, de bi za svoje grehe, s kterimi sim ves čas svojiga življenja preljubiga Boga nehvaležen razžalil, vredno pokoro storil.
- Izvolil sim si ta poklic, de bi takrat, ko bo Jezus prišel sodit žive in mertve, vreden bil, postavljen biti na Njegovo desnico, in v nebeškim kraljestvu med tistimi plačilo prejeti, kteri so zavolj Njega vse zapustili, ter šli križem svet, oznanovat Njegovo ime, in kteri bodo ravno zavolj tega sedeli za dvanajsterih sedežih in sodili rodove zemlje.

Kljub temu, da je bil, kakor je sam zatrdil, šibke postave in od nekdaj vedno bolehen (omenja prsne težave), se je z Jernejem Mozganom 5. septembra 1851 odpravil na pot. Iz Trsta sta odplula proti Aleskandriji, kamor sta prispela 15. septembra. Po pregledu potnih listov na avstrijskem konzulatu sta naslednji dan s parnikom pot nadaljevala v Kairo. Na ladji sta se po naključju spoznala z italijanskim duhovnikom, danes Božjim služabnikom Niccolòm Olivierijem, ki je kot misijonar v Egiptu odkupoval zasužnjene otroke in jih pošiljal v Italijo, kjer so jih vzgajali v krščanskem nauku. Po prihodu v Kairo sta se z Mozganom morala v mestu nekoliko zadržati, saj je Ignacij Knoblehar še urejal različne zadeve, da bi olajšal prihod morebitnih drugih kasnejših misijonarjev. Trabant se je v tem času začel učiti arabščine. Skupaj s kolegi so tekom bivanja v mestu obiskali okoliške znamenitosti: podzemno votlino, v kateri naj bi 7 let bivala sveta Družina v času svojega egiptovskega izgnanstva, nadalje nilski otok Roda, kjer naj bi faraonova hči našla plavajočo košaro z Mojzesom, pa tudi piramide v Gizi, ki so bile v tistem času še vedno četrte najvišje stavbe na svetu. Trabant se je povzpel na najvišjo, pri čemer so mu pomagali beduini. Kot poroča, je bila omenjena piramida visoka 448 čevljev (136,4 m), zaradi česar se ponuja domneva, da je dejansko splezal na Kefrenovo piramido, ki je z omenjeno višino druga najvišja. Namreč Keopsova piramida, ki je s 481 čevlji (146,7 m) za dobrih 10 metrov višja, leži na 10 metrov nižji podlagi, zaradi česar daje opazovalcu vtis, da je nižja od Kefrenove.
Knoblehar se je nato z Mozganom in še nekaterimi drugimi misijonarji odpravil na en mesec trajajočo pot čez puščavo, vendar pa je za Trabanta, Milharčiča in Kocijančiča predvidel, da ne gredo z njegovo skupino, pač pa z ladijami po Nilu navzgor. Trabant in Milharčič sta se 13. oktobra vkrcala na najeto ladjo, s katero sta peljala misijonski tovor in 31. oktobra prispela v Asuan. Med potjo sta delala postanke v obalnih mestih, kjer sta obiskovala misijonske postaje, Trabant pa je bil zadolžen tudi za nakupovanje hrane, saj je imel na ladji skrb za gospodinjstvo. V tem času je Knoblehar v Kairu kupil ladjo, ki so jo 15. oktobra krstili na ime Stella matutina (latinsko za Zvezda danica). Ta je v Asuan prispela 2. novembra, z njo pa je potlej Trabant skupaj s Kocjančičem in kovačem Knavsom nadaljeval pot proti Kartumu. Pri prvih kataraktih so morali ves tovor spraviti z ladje in ga pretovoriti na kamele, za kar so najeli skoraj sto kamel. Kljub temu, da je pri kataraktih ladja večkrat udarila v skale in je grozilo, da bo uničena, so uspešno prešli vseh šest kataraktov do Kartuma, čeprav je bil vodostaj zelo nizek. Kot je poročal Trabant, je bilo večkrat potrebno najeti par sto ljudi, da so ladjo vlekli proti toku. Občasno se jim je utrgala kakšna vrv, tako da se je krmilo bliskovito zagnalo nazaj, zaradi česar bi se lahko na skalah zdrobilo. Včasih so imeli težave z nerodnimi težaki ali z neiznajdljivostjo njihovega vodje, včasih so se soočali z močnim nasprotnim vetrom, včasih s podvodnimi nasipi. Tako so z velikimi napori prispeli na cilj šele 29. marca 1852.
V Kartumu, ki je imel tedaj okoli 26.000 prebivalcev, je Trabant končno pričel svoj misijonarski poklic. Tu se je lotil raznovrstnih opravil: opravljal je maše, otroke je učil branja, pisanja, računanja ter verouk. Pouk je opravljal v italijanščini, saj so bili vsi dotedanji misijonarji Italijani. Obenem se je izpopolnjeval tudi še v arabščini, da bi lahko začel učiti otroke muslimanov, ki jih je bilo v mestu velika večina. Lotil se je tudi mizarskih opravil ali šel delat na vrt. Čeprav je bil mestni trg z mesom dobro preskrbljen, je bila zelenjava na njem zelo slabo zastopana. Zato je glavni vrtnar Andrej Hruška, ki je bil predtem dunajski dvorni vrtnar, s seboj iz Evrope prinesel razna semena in začel sam gojiti zelenjavo. Gojili so tudi trto, saj so vino potrebovali za maševanje. Trabant je v Kartumu ostal 7 mesecev, do 30. novembra 1852, ko je s Knobleharjem, Dovjakom in Mozganom odplul dalje proti jugu, kjer naj bi ustanovili novo misijonsko postajo. Knoblehar se je namreč zavedal, da v islamskem Kartumu pri pokristjanjevanju ne bo imel dosti uspeha, zato je nameraval iti k domorodnim ljudstvom onstran arabskega dosega.
Med potjo so delali postanke po vaseh različnih ljudstev: Šiluk, Nuer, Kik, Heliab, Bor, Čir in Bari. Povsod so navezali stike s poglavarji, jih povabili na ladjo na ogled in jim dajali v dar različne predmete. Konec decembra so Knoblehar, Trabant in Dovjak zboleli za mrzlico, ki pa ni imela hujših posledic, saj so do začetka januarja že vsi okrevali. 3. januarja so po 35 dneh plovbe prispeli v barijsko vas Ulibari, kjer je že živel italijanski misijonar Angelo Vinco in ki naj bi bila izhodiščna točka za iskanje lokacije za novo misijonsko postajo. Po ogledu okoliških krajev so se naposled odločili za pol ure oddaljeni Gondokoro. Le nekaj kilometrov dalje proti jugu se konča plovnost Belega Nila. Skupna razdalja od Gondokorja do Kartuma sicer znaša 1600 km. 22. januarja je umrl misijonar Vinco. Knoblehar se je nato ob veliki noči odpravil proti Aleskandriji, da bi sprejel nove misijonarje. Za nazaj so s seboj v Gondokoro peljali tudi tri zvonove, ki jih je v Ljubljani vlil Anton Samassa. Na srednjem, ki je bil težak 63 kg in je vseboval podobo Svete Trojice, je bil tudi latinski napis z imeni misijonarjev: Sub Franc. Jos. I. Imp. Austr. – Fudit A. Samassa Labaci in Carniolia A. D. 1853. Op. 999. – Primi miss. in Gondokoro: Sloveni: Dr. Ig. Knobleher; Mart. Dovjak; Barth. Mozgan; Otto Trabant; et Ital. Ang. Vinco †. (Pod Francom Jožefom I. avstrijskim cesarjem. – Vlil Anton Samassa v Ljubljani na Kranjskem leta Gospodovega 1853. Opus 999. – Prvi misijonarji v Gondokorju: Slovenci: Dr. Ignacij Knoblehar; Martin Dovjak; Jernej Mozgan; Oto Trabant; in Italijan Angelo Vinco †.)
Življenje v Gondokorju je medtem napredovalo s težavo, saj se je pokristjanjevanje domorodcev izkazalo za bolj zahtevno od pričakovanj. Januarja 1854 je umrl Martin Dovjak, sredi februarja je Knoblehar že odrinil iz Kartuma proti Gondokorju, nasproti pa sta mu šla Mozgan in Trabant, ki sta ga srečala po 8 dneh plovbe v Gabat Sejabilu. Ker je bil Trabant že zelo slabega zdravja, ga je Knoblehar 10. marca poslal z ladjo, ki je bila v lasti njim naklonjenega trgovca, Arabca Hagija Ibrahima, proti Kartumu, da si opomore. Mrzlici se je pridružila še griža in Trabantu se je v naslednjih dneh zdravje tako poslabšalo, da je zjutraj 15. marca na ladji umrl. Še isti dan opoldne sta ga pokopala Hagi Ibrahim in neki kopt v kraju Suunt, na bregu reke na vzpetini med dvema drevesoma. Za sam kraj Suunt je bilo navedeno, da se je nahajal nekje na 12. stopinji severne geografske širine, vendar lahko iz znanega podatka, da je Knoblehar iz Gondokorja v Kartum plul 24 dni, Trabant pa je umrl 13. dan plovbe, sklepamo, da je kraj ležal nekje v relativni bližini današnjega mesta Kaka v Južnem Sudanu. Hagi Ibrahim je nato 29. aprila v Kartum pripeljal Trabantove stvari, ki jih je imel na poti.
Mozgan in Knoblegar sta se medtem vrnila v Gondokoro, kamor sta prispela 2. aprila. Skupaj z drugimi misijonarji sta oživila misijon in nadaljevala s poučevanjem otrok, Knoblehar pa se je kasneje odpravil raziskovat rečni tok še dalje proti jugu in prišel do otoka Lomutat v današnji Ugandi. Misijon v Gondokorju je uspeval vse do Knobleharjeve smrti leta 1858, ko je začel usihati. Zadnji misijonarji so kraj zapustili januarja 1860, ko so s 6 ladjami odpluli proti severu. S seboj so odpeljali tudi vso opremo, med drugim tudi vse tri zvonove.